# Sandelmühle Hanau
Die Sandelmühle in Hanau war eine Wassermühle in der Stadt Hanau.

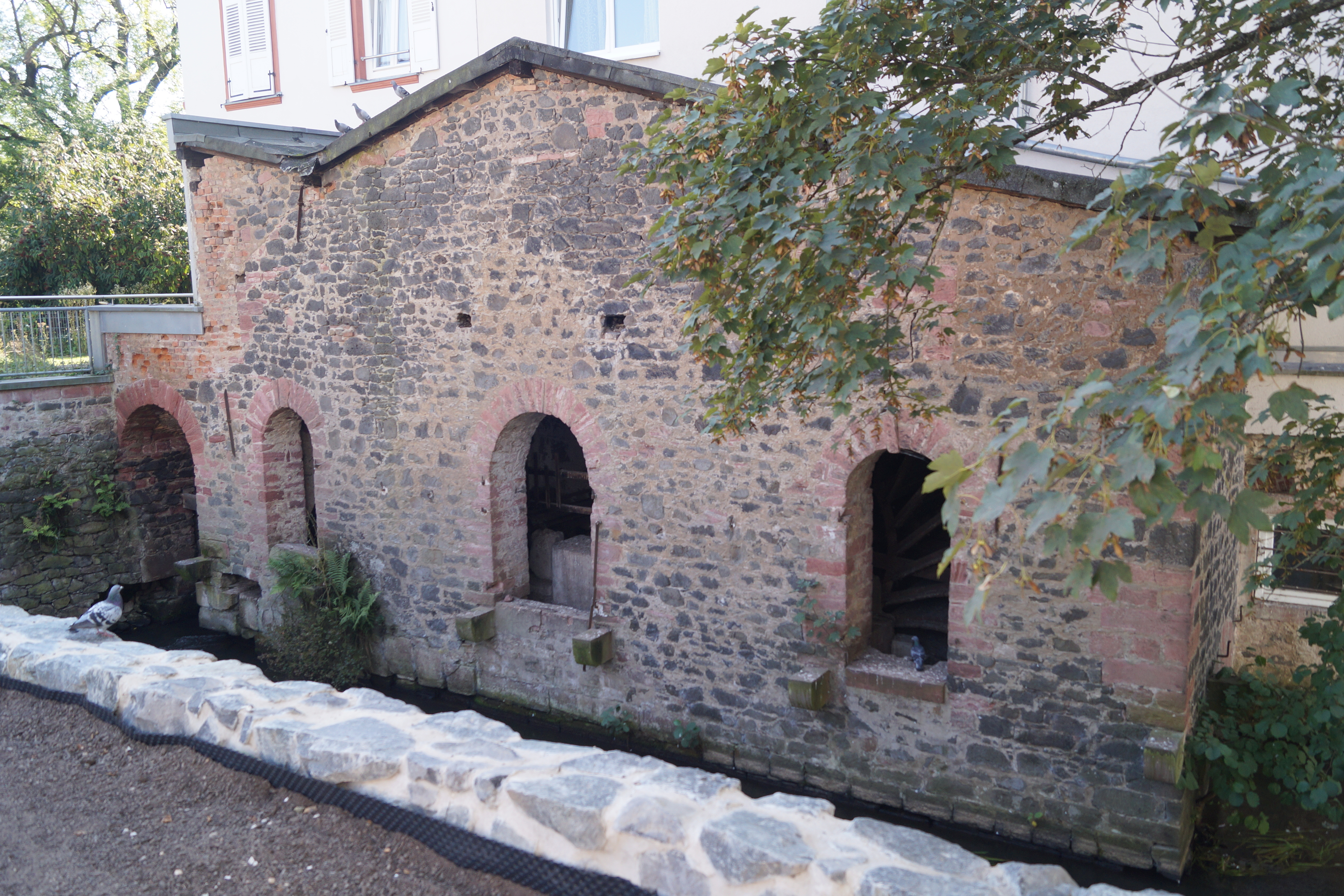
Überrest der Sandelmühle

Sie lag, der Hanauer Altstadt und dem Schloss östlich vorgelagert, in der Nähe der Kinzig, von wo aus sie mit einem eigenen Mühlengraben gespeist wurde. Dieser nutzt dabei den Rückstau des gleichen Stauwehrs, das auch das Wasser für die Herrenmühle bereitstellte. Der Mühlgraben der Sandelmühle entwässert in Richtung Schlossgarten und speiste die dortigen Wasserläufe und den Teich. Straßenseitig liegt die Anlage am Sandeldamm 30.
Die ältesten erhaltenen Bauteile der Sandelmühle stammen aus dem 16. Jahrhundert. Die Öl-, Holz- und Gewürzmühle wurde 1687 konzessioniert und bis 1697 von Johann Daniel Mack errichtet. Sandelholz wurde hier zu Pulver vermahlen. Das Mahlprodukt war Grundlage für Farben, Arzneimittel und Duftöle. Weiter wurden hier Nelken, Muskat, Zimt, Pfeffer, Safran, Lorbeer, Enzian, Senf und Tabak verarbeitet. 1748 wurde die Mühle vom Landesherren, damals Landgraf Wilhelm VIII. von Hessen-Kassel, erworben und verpachtet. Pächter war unter anderem auch das Frankfurter Bankhaus Metzler. Später wieder privatisiert wurde die Mühle am Anfang des 19. Jahrhunderts in eine Getreidemühle umgebaut. Sie war bis Ende des 19. Jahrhunderts in Betrieb.
Erhalten ist heute noch das eiserne Wasserrad mit hölzernen Schaufeln. Die Mühle stellt ein Kulturdenkmal nach dem Hessischen Denkmalschutzgesetz dar. Sie ist auch Bestandteil der Route der Industriekultur Rhein-Main.